# エンドレス・サマー (オツェアナの曲)
エンドレス・サマー(英: Endless Summer)は、2012年5月にリリースされたドイツの歌手オツェアナの6枚目のシングルである。UEFA EURO 2012の公式テーマソングに選ばれた。また、この曲は2012年6月22日に発売されたオツェアナの2枚目のアルバム「My House」にも収録された。

## 各国チャート
| チャート (2012年)                             | 最高順位 |
| --------------------------------------------- | -------- |
| チェコ・エアプレイチャート (オーストリア)     | 17       |
| ウルトラトップ50フランダース (ベルギー)       | 34       |
| Ultratip Wallonia (ベルギー)                  | 33       |
| チェコ・エアプレイチャート (チェコ)           | 34       |
| メディアコントロールチャート (ドイツ)         | 5        |
| Greece Digital Songs (ギリシャ)               | 8        |
| ハンガリー・エアプレイチャート (ハンガリー)   | 13       |
| FIMI (イタリア)                               | 2        |
| メガ・シングル・トップ100 (オランダ)          | 93       |
| ポーランド・ミュージックチャート (ポーランド) | 1        |
| ルーマニア・トップ100 (ルーマニア)            | 23       |
| ウクライナ・ミュージックチャート (ウクライナ) | 15       |
| ウクライナ・シングルチャート (ウクライナ)     | 26       |
| スイス・ミュージックチャート (スイス)         | 6        |